# Banato

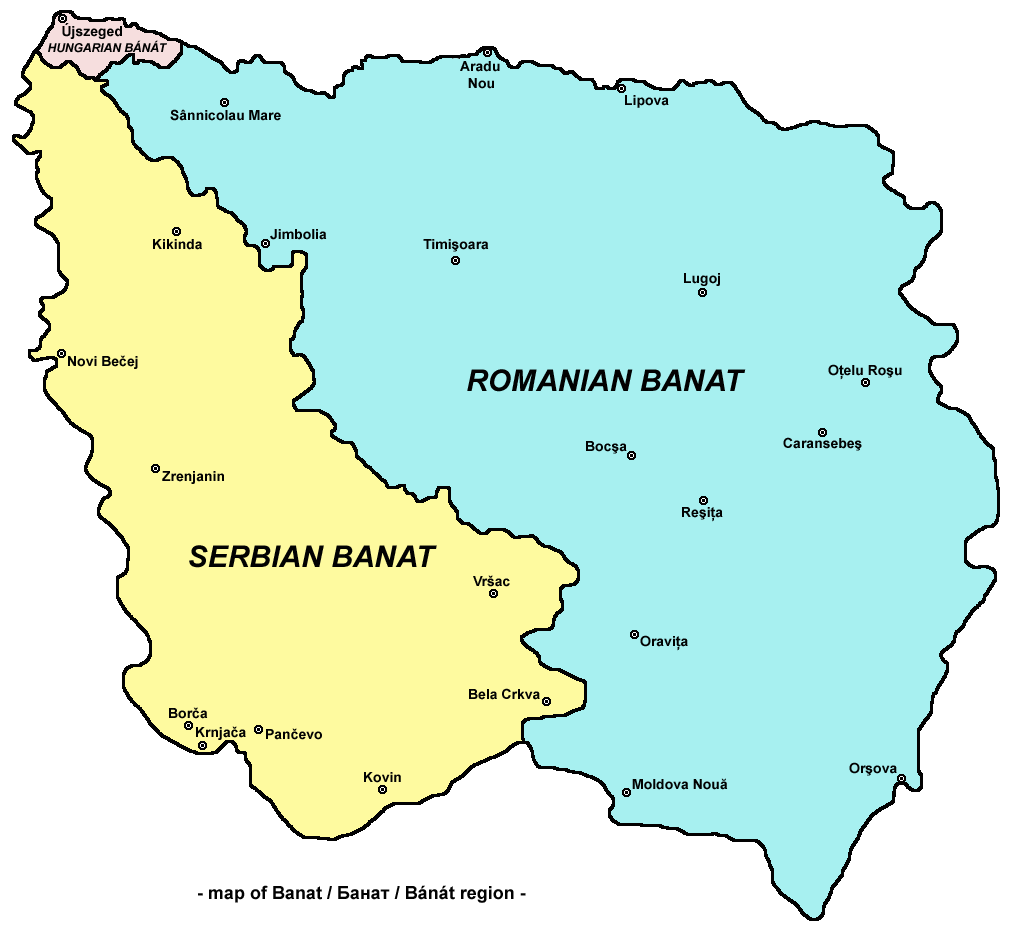
A região do Banato, dividida entre Romênia (verde claro), Hungria (Rosa Salmão) e Sérvia (amarelo).

O Banato (em romeno e alemão Banat, sérvio Банат-Banat, húngaro Bánát ou Bánság) é uma região geográfica e histórica da Europa Central atualmente dividida entre três países: na Romênia (os condados de Timiş, Caraş-Severin, Arad e Mehedinţi), na Sérvia (localizado em sua maior parte na Voivodina) e uma pequena parte na Hungria (Condado de Csongrád).

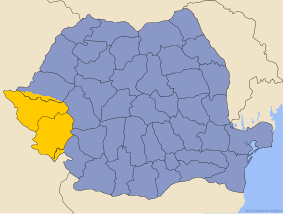
O Banato no mapa da Romênia (em amarelo)

## Localidades no Banato
Estas são as localidades mais importantes do Banato, todos os números de habitantes são de acordo com o censo de 2011:
- Romênia:
  - Timişoara (319 279 habitantes)[2]
  - Reşiţa (73 282)[3]
  - Lugoj (40 361)[4]
  - Caransebeş (28 294)
- Sérvia:
  - Zrenjanin (79 545)
  - Pančevo (76 110)
  - Kikinda (41 825)
  - Vršac (36 001)

## Galeria de imagens

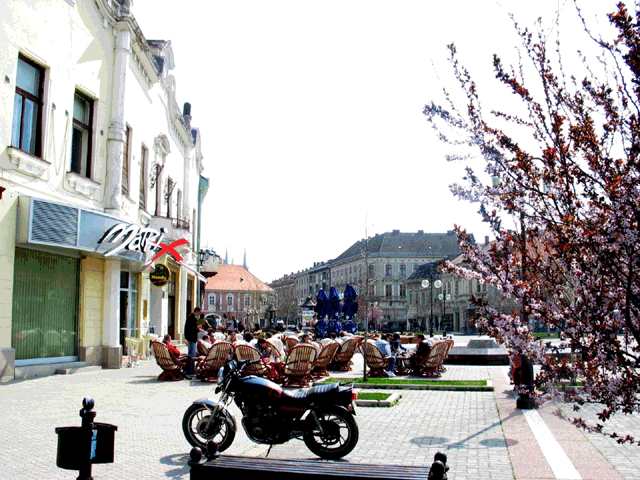
Vršac